# Melanophthalma
Melanophthalma is een geslacht van kevers uit de familie schimmelkevers (Latridiidae). De wetenschappelijke naam van het geslacht werd in 1866 voorgesteld door Victor Ivanovitsch Motschulsky.

## Soorten
- M. aculifera Fall, 1899
- M. aegyptiaca Otto, 1978
- M. algirina Motschulsky, 1866
- M. americana (Mannerheim, 1844)
- M. andrewi Rücker & Johnson 2007
- M. angulata (Wollaston, 1871)
- M. angulicollis Motschulsky, 1866
- M. arabiensis Otto, 1979
- M. arborea Rucker, 1981
- M. argentea Rucker, 1984
- M. atripennis Rucker, 1990
- M. australis Dajoz, 1967
- M. basicollis Motschulsky, 1866
- M. bicolor Wollaston, 1867
- M. bifurculata Rucker, 1980
- M. birmana Belon, 1891
- M. brevilata Rucker, 1981
- M. brevis Mika, 2000
- M. brincki Dajoz, 1970
- M. broadheadi Rucker, 1981
- M. cantabrica Otto, 1978
- M. casta Fall, 1899
- M. castaneipennis Rucker, 1987
- M. claudiae Rücker & Kahlen, 2008
- M. complanata Motschulsky, 1866
- M. concameratus Rücker, 1985
- M. consobrina Rucker, 1987
- M. corusca Rucker, 1981
- M. crebra Míka, 2000
- M. crinifera Rucker, 1987
- M. chamaeropis Fall, 1899
- M. chumphonica Mika, 2000
- M. demoulini Dajoz, 1970
- M. dentata Dajoz, 1970
- M. denticulata Rucker, 1987
- M. dewittei Dmoz, 1970
- M. difficilis Rucker, 1981
- M. dilatata Dajoz, 1970
- M. dilitata Dajoz, 1970
- M. distinguenda (Comolli, 1837)
- M. dubia Dmoz, 1970
- M. endroedyi Rucker, 1984
- M. evansi Johnson, 1972
- M. extensa Rey, 1889
- M. flavicula Motschulsky, 1866
- M. floridana Fall, 1899
- M. fluctuosa Rucker, 1981
- M. foersteri Rucker, 1990
- M. franzi Johnson, 1972
- M. fuscipennis (Mannerheim, 1844)
- M. gomyi Dajoz, 1972
- M. grouvellei Belon, 1899
- M. helvola Motschulsky, 1866
- M. horaci Míka, 2000
- M. horaki Mika, 2000
- M. horioni Rucker, 1987
- M. iguacuis Rucker, 1985
- M. immatura Wollaston, 1867
- M. inermis Motschulsky, 1866
- M. inflexa Rücker, 1979
- M. inornata Sharp, 1902
- M. insularis Fall, 1899
- M. japonica Johnson, 1976
- M. keleinikovae Rucker, 1981
- M. klapperichi Rucker, 1983

- M. lohsei Rucker, 1987
- M. majeri Mika, 2000
- M. malaysica Mika, 2000
- M. manipurensis Pal, 2004
- M. maura Motschulsky, 1866
- M. melina Rucker, 1987
- M. mexicana Dajoz, 1971
- M. minutula Rucker, 1981
- M. montivaga Rucker, 1987
- M. nidicola Grouvelle, 1909
- M. nitida Rucker, 1978
- M. nodosus Rücker, 1984
- M. obliqua Rucker, 1985
- M. obliterata Wollaston, 1867
- M. ophthalmica Dajoz, 1970
- M. pallens (Mannerheim, 1844)
- M. panamanensis Rücker, 1981
- M. parvicollis (Mannerheim, 1844)
- M. penai Rucker, 1978
- M. phragmiteticola Franz, 1967
- M. picina Motschulsky, 1866
- M. picta (Le Conte, 1855)
- M. pilosa Rucker, 1978
- M. pilosaformis Rucker, 1981
- M. pilosella Motschulsky, 1866
- M. placida Sharp, 1902
- M. platensis Bruch, 1907
- M. plicatulus Reitter, 1877
- M. proximulata Rucker, 1980
- M. prudeki Mika, 2000
- M. pumila (Le Conte, 1855)
- M. ranongica Mika, 2000
- M. rectusa Rucker, 1984
- M. redunculata Rucker, 1981
- M. remota Sharp, 1902
- M. retroculis Motschulsky, 1866
- M. rhenana Rücker & Johnson, 2007
- M. rispini Rücker & Johnson, 2007
- M. rostrata Rucker, 1981
- M. rothschildi Pic, 1908
- M. rubi Rucker, 1987
- M. rugifera Rucker, 1987
- M. russula Motschulsky, 1866
- M. sagitta Rucker, 1984
- M. sakagutii Johnson, 1976
- M. scitula Rucker, 1987
- M. seminigra Belon, 1885
- M. sericea (Mannerheim, 1844)
- M. similis Mika, 2000
- M. simplex Fall, 1899
- M. simpliata Rucker, 1980
- M. solitaria Rucker, 1987
- M. subornata Rucker, 1990
- M. subvillosa Johnson, 1972
- M. suturalis (Mannerheim, 1844)
- M. synavei Dajoz, 1970
- M. taurica (Mannerheim, 1844)
- M. transversalis (Gyllenhaal, 1827)
- M. unidentata Rucker, 1981
- M. valida Rucker, 1978
- M. venusta Rucker, 1987
- M. videns Otto, 1979
- M. villosa Zimmermann, 1869
- M. wittmeri Otto, 1978